# Modrac
Modrac (en cyrillique : Модрац) est un village de Bosnie-Herzégovine. Il est situé dans la municipalité de Lukavac, dans le canton de Tuzla et dans la fédération de Bosnie-et-Herzégovine. Selon les premiers résultats du recensement bosnien de 2013, il compte 655 habitants.

## Géographie
Modrac est situé au bord du lac de Modrac, créé en 1964, à la suite de la construction d'un barrage sur la rivière Spreča. Il était destiné à alimenter en eau les installations industrielles de Tuzla et de Živinice.

## Démographie

### Évolution historique de la population
| 1948 | 1953 | 1961 | 1971 | 1981 | 1991 | 2013 |
| ---- | ---- | ---- | ---- | ---- | ---- | ---- |
| -    | -    | 604  | 642  | 685  | 703  | 655  |

|  |